# Sumner Redstone

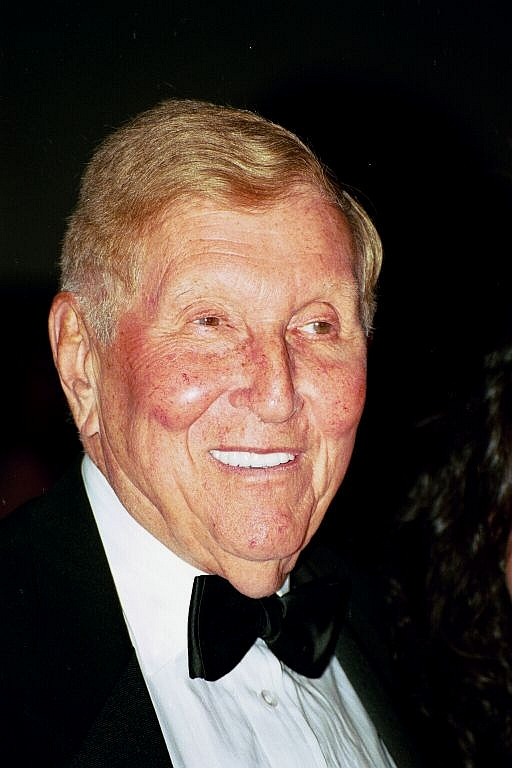
Sumner Redstone (2010)

Sumner Murray Redstone, geboren als Sumner Murray Rothstein (Boston, 27 mei 1923 – Los Angeles, 11 augustus 2020), was een van de bekendste en geroemde Amerikaanse mediatycoons.

## Loopbaan
Hij was bestuursvoorzitter van National Amusements, Viacom en CBS Corporation. Als eigenaar van National Amusements had hij de macht in handen van twee van de grootste mediaconglomeraten ter wereld, Viacom en CBS Corporation (80% van het stemrecht). In augustus 2019 werd zijn vermogen geschat op US$ 4,2 miljard.
Sumner Redstone werd in 1923 als Sumner Rothstein geboren in Boston. In 1940 veranderde zijn vader de achternaam van het gezin. Tijdens de Tweede Wereldoorlog werkte Redstone als ontcijferaar voor het Amerikaanse leger. In 1944 studeerde hij als jurist af op Harvard-universiteit en ging hij werken bij het ministerie van Justitie. Dit was van korte duur en hij stapte snel over naar het bedrijf van zijn vader, die een aantal drive-inbioscopen rond Boston had. In 1967 nam Sumner de zaak over. Eind jaren zeventig overleefde Redstone een hotelbrand, maar de helft van zijn lichaam is bedekt met brandwonden. In 1987 kocht hij Viacom, dat floreerde dankzij MTV en in 1993 volgde Paramount. Tot op hoge leeftijd was hij actief in het dagelijkse bestuur van zijn bedrijven. In een rechtszaak die tegen hem werd gevoerd in 2016 werd duidelijk dat zijn geestelijke capaciteiten achteruit gingen en hij tekenen van dementie vertoonde. In een reactie zette Redstone twee bestuurders uit de stichting die na zijn dood over zijn nalatenschap zal beschikken.
In 2012 kreeg Redstone een ster op de Hollywood Walk of Fame. Hij overleed in 2020 op 97-jarige leeftijd.